# Mlynárovce
Mlynárovce (in ungherese Molnárvágása) è un comune della Slovacchia facente parte del distretto di Svidník, nella regione di Prešov.